# Heure bleue

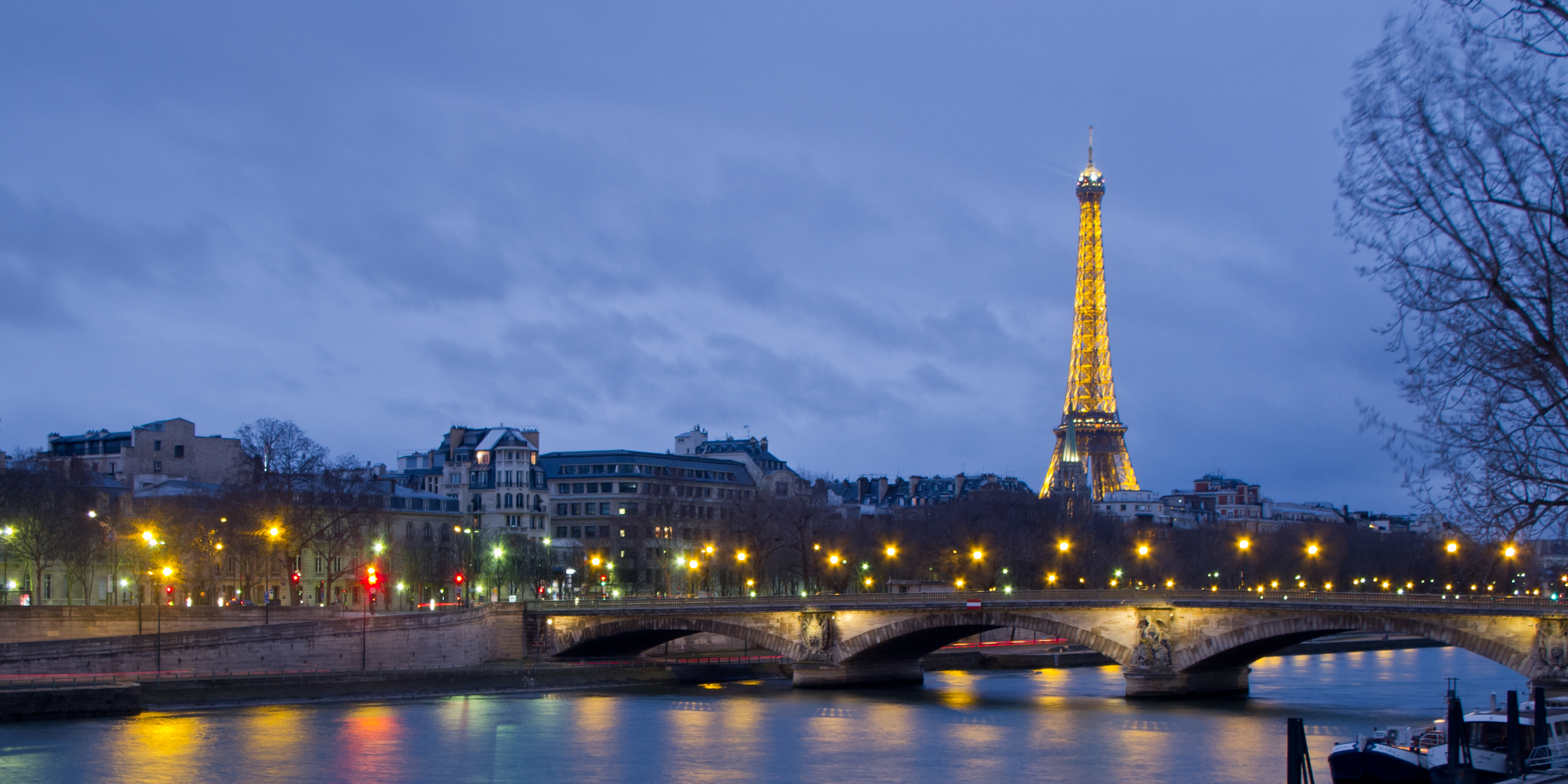
L'heure bleue sur le Pont des Invalides et la Tour Eiffel à Paris.

Pour les articles homonymes, voir L'Heure bleue.
L'heure bleue est la période entre le jour et la nuit où le ciel se remplit presque entièrement d'un bleu plus foncé que le bleu ciel du jour. Elle correspond plus précisément à une période courte du crépuscule nautique ou de l'aube nautique.
Cette couleur est particulièrement prisée des photographes dans le cadre de la photographie de nuit.
Le terme, employé par des peintres depuis la fin du XIXᵉ siècle, a été popularisé en 1912 par Jacques Guerlain avec son parfum L’Heure bleue. 

## Origine et formation
L'heure bleue est causée par un mode particulier de diffusion des ondes lumineuses, dit diffusion Rayleigh, qui détermine la couleur du ciel.
L'heure bleue est plus courte dans les régions proches de l'équateur en raison du lever et du coucher du soleil à des angles abrupts. Dans les endroits plus proches des pôles, les périodes d'éclairage et de crépuscule sont plus longues à mesure que le soleil se lève et se couche à des angles moins profonds.

## Photographie de nuit

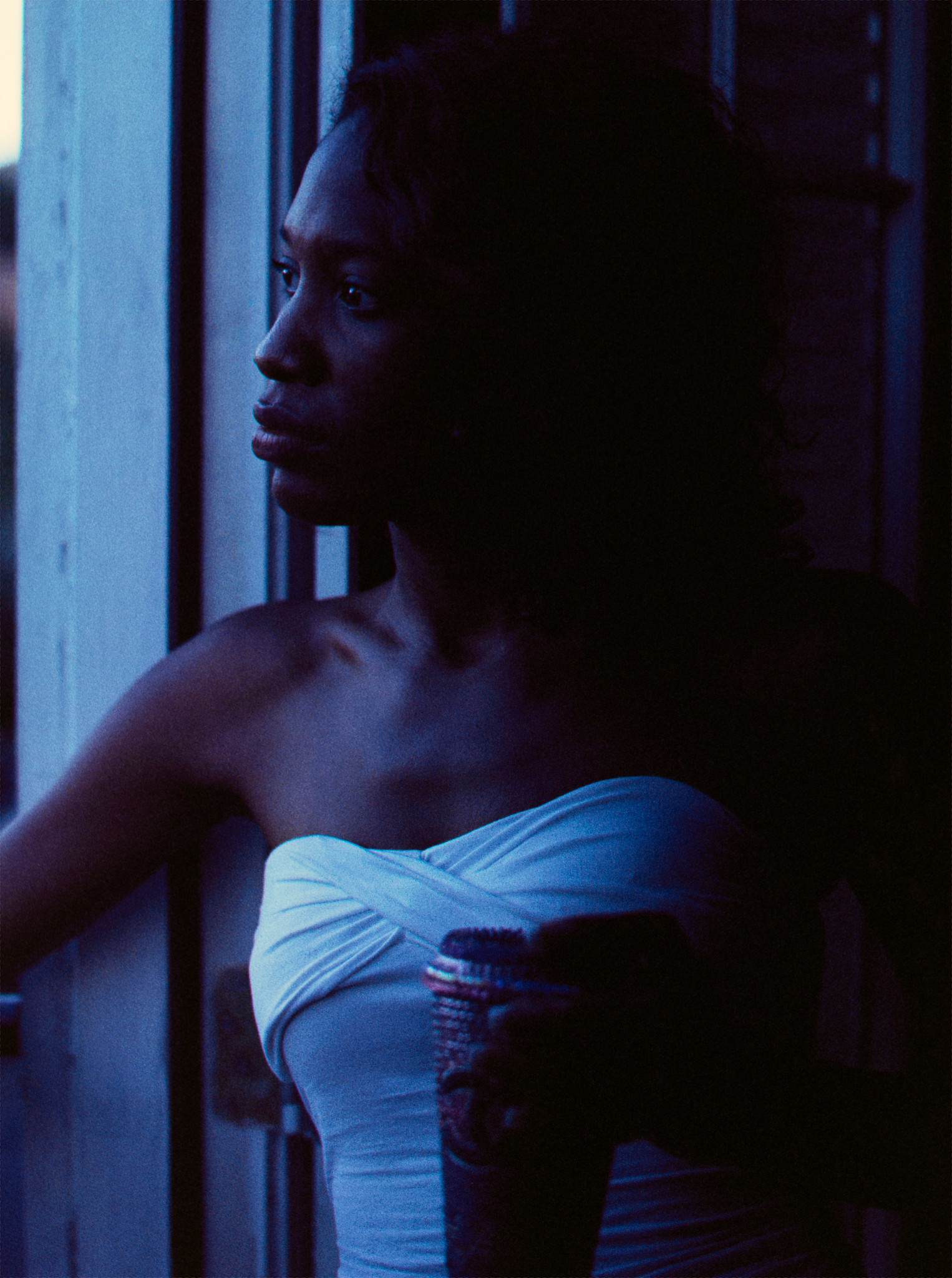
Portrait réalisé pendant l'heure bleue

L'heure bleue est particulièrement prisée des photographes spécialistes de la photographie de nuit[réf. nécessaire].

## Dns les lettres et les arts
Plusieurs œuvres (chansons, romans, peintures) sont appelées ainsi, ou comme sa traduction anglophone, blue hour.
L'heure bleue est représentée dans le roman Le Vent dans les saules de Kenneth Grahame (1908)[réf. nécessaire].
Le film Les Moissons du ciel (Days of Heaven), de Terrence Malick, a été tourné en grande partie pendant l'heure bleue, ce qui limitait le temps de tournage à 25 minutes par jour dans le meilleur des cas. Le directeur de la photographie, Néstor Almendros, a obtenu l'Oscar de la meilleure photographie pour ce film.
Dans le manga Blue Period, le protagoniste est sensible à l'heure bleue à Shibuya, qu'il représente sur son premier tableau. Le titre de l’œuvre fait référence à l'heure bleue et à la "période bleue" de Picasso.
Le premier chapitre du mémoire Blue Nights (en) de Joan Didion est entièrement consacré à la description de l'heure bleue. Elle est dépeinte comme un symbole de beauté éphémère de la vie, empreinte de la mélancolie du passage du temps. 